# Analogiezauber
Unter Analogiezauber oder Sympathiezauber, auch sympathetische Magie sind magische, religiöse oder therapeutische Handlungen, die auf der Annahme beruhen, dass zwischen äußerlich ähnlichen Dingen eine Verbindung (Sympathie) besteht, sich diese daher beeinflussen und dieser Einfluss sich für das Ziel der Handlung nutzbar machen lässt. Typische Beispiele sind etwa, dass Rot und Blut in Beziehung stehen, oder phallische Objekte und männliche Potenz. Derartige Praktiken sind weltweit verbreitet, besonders in medizinisch-therapeutischen Bereich.
Da ein Abbild oder ein Symbol eine Ähnlichkeit bzw. Entsprechung mit dem Abgebildeten bzw. Symbolisierten aufweist, kann diese Verbindung für Analogiezauber genutzt werden.
Ein bekanntes Beispiel solchen Bildzaubers ist die sogenannte Voodoo-Puppe, die ein Abbild eines bestimmten Menschen sein soll. Durch den Analogiezauber sollen Schmerzen und Verletzungen, die der Puppe zugefügt werden, die Person treffen, deren Abbild die Puppe ist.
Ebenso findet sich die Anwendung des Prinzips, nach dem zwischen Makrokosmos und Mikrokosmos Analogie bzw. Entsprechung besteht. Dementsprechend könne eine Handlung im Kleinen, also etwa mit handbarer Gerätschaft, oder spezielle Zeremonien, die Entwicklungen im Makrokosmos beeinflussen, also etwa das Wetter beeinflussen, Naturgefahren abwehren, die Ernte fördern.
Weiterhin besteht dem Sympathieprinzip zufolge auch eine dauerhafte Verbindung zwischen dem Ganzen und seinen Teilen, auch dann, wenn diese vom Ganzen getrennt werden.
Beispielsweise wird angenommen, dass eine dauerhafte Verbindung zwischen abgeschnittenen Haaren und Nägeln oder irgendwelchen Körperausscheidungen einer Person und der Person selbst bestehen. Daher wird das, was man mit den abgetrennten Teilen des Körpers vollführt (z. B. Verbrennen), durch sympathische Wirkung auch mit der Person geschehen (z. B. Auftreten von Fieber). 
Dabei bilden sympathetische Vorstellungen oft über viele Jahrhunderte die vorherrschende Lehrmeinung, so in kosmologischen Theorien die griechische Vier-Elemente-Lehre, die hermetische Philosophie, oder die beiden traditionellen chinesischen Theorien, die des Yin-Yang und die Fünf-Elemente-Lehre, in denen jeweils einige Grundprinzipien eine Klasse untereinander in Beziehung stehender Sachverhalte bilden (wie „Yang ist Himmel, männlich, aktiv, schöpferisch, herrschend usw.“, sodass ein Repräsentant des Yang-Prinzips auch alle anderen beeinflusst).

Auch Elemente der frühen Medizin (frühe Systeme sind etwa die Signaturenlehre oder die auf der Vier-Elemente-Lehre beruhende Humoralpathologie nach Hippokrates  und Galen) und Volksmedizin, auch in der Heiligenverehrung im Volksglauben, indem etwa die Martyrien oder bestandenen Versuchungen des Heiligen diesen als Schutzheiligen qualifizieren, beispielsweise gilt der auf einem Rost gebratene Laurentius von Rom als Schutzpatron der Bäcker und Köche und anderer Berufsgruppen, die mit dem Feuer zu tun haben.
In seinem für die Entwicklung des Magie-Diskurses in der Anthropologie einflussreichen Werk The Golden Bough postulierte James George Frazer die Magie als Vorstufe der Religion, wobei er Magie im Wesentlichen als sympathetische Magie betrachtete und dabei homöopathische oder imitative Magie und Übertragungsmagie (contagious magic) unterschied. Erstere erfasst Vorstellungen wie die Verbindung roter Objekte zu Blut oder gelber zu Gelbsucht, letztere etwa die Vorstellung, dass eine dauerhafte Verbindung zwischen abgeschnittenen Haaren und Nägeln oder irgendwelchen Körperausscheidungen einer Person und der Person selbst bestünde, wobei er ein Gesetz der Ähnlichkeit für erstere, und ein Gesetz der direkten Übertragung für letzteres formulierte.